# Plagiostoma (tweekleppigen)
Plagiostoma is een uitgestorven geslacht van tweekleppigen uit de familie van de Limidae.

## Soorten
- Plagiostoma gigantea J. Sowerby, 1814 †
- Plagiostoma sulcata Lamarck, 1819 †